# Yakouta
Yakouta (arabe : ياقُوتة) est un monodrame en arabe tunisien de et avec Leila Toubel. Il est créé le 7 octobre 2021 à El Teatro, à Tunis en Tunisie.
Cette œuvre engagée constitue le troisième volet d'une trilogie commencée avec Solwen et Hourya, explorant les thématiques de la condition féminine et des violences faites aux femmes,.

## Argument
La pièce raconte l'histoire d'une femme emprisonnée et battue par son compagnon, qui, dans sa solitude et sa souffrance, évoque sa fille Yakouta, née sous X et abandonnée devant une mosquée. Après 24 ans de séparation, elle s'apprête à retrouver cette fille perdue. À travers ce récit, Leïla Toubel aborde des sujets tels que la violence familiale, l'abandon et la résilience féminine,.

## Mise en scène et musique
La mise en scène est épurée, mettant l'accent sur la performance de Toubel, soutenue par une musique originale composée par Mehdi Trabelsi. Ce dernier décrit sa contribution ainsi : « Écrire des notes pour les mots de Leila Toubel est toujours un acte artistique à part, rempli de profondeur, de mélancolie et de colère aussi. Je suis fier d'avoir créer la musique d'une pièce, qui laissera j'en suis sur, une trace particulière dans l'histoire du théâtre tunisien ».

## Contexte et hommage
Cette œuvre est dédiée à la mémoire de figures féminines tunisiennes emblématiques, telles que Lina Ben Mhenni et Zeyneb Farhat, rendant hommage à leur combat pour les droits des femmes et la liberté d'expression.

## Représentations
À partir de sa première en octobre 2021 à El Teatro de Tunis, Yakouta est représentéeu à La Cité Miroir de Liège le 12 mars 2022 et au BOZAR à Bruxelles le 23 octobre de la même année, ainsi qu'au Festival international d'Hammamet en août 2022, où elle est particulièrement remarquée pour son engagement féministe.

## Fiche technique
- Texte, mise en scène et interprétation : Leila Toubel[4]
- Musique originale : Mehdi Trabelsi
- Directeur technique et son : Mohamed Hedi Belkhir
- Lumière : Sabri Atrous
- Assistante à la mise en scène : Nour El Houda Ben Hmida
- Coordinatrice artistique : Najoua Klibi El Kamel
- Costume : Khaoula Ben Turkia
- Maquillage : Radhia Haddad
- Community manager et photo : Hend Tekaya
- Création graphique : Saif Allah Kacem